# Championnat du monde d'endurance FIA 2017
Navigation
Édition précédente Édition suivante
Le Championnat du monde d'endurance FIA 2017 est la sixième édition de cette compétition. Elle se déroule du 16 avril au 18 novembre 2017. Toyota et Porsche se disputent le championnat, remporté finalement par Porsche alors que Toyota a remporté cinq des neuf manches du calendrier, mais pas les 24 Heures du Mans. Ferrari remporte quant à elle le championnat du monde GT.

## Repères de débuts de saison
La saison démarre par un prologue, sur l'Autodromo Nazionale di Monza, en Italie, les 1er et 2 avril.
Fin octobre 2016, le constructeur allemand Audi annonce la fin de son engagement dans le championnat afin de concentrer ses ressources sur d'autres disciplines.

## Calendrier
| N° | Date         | Course                            | Circuit                           | Lieu          | État, Pays              |
| -- | ------------ | --------------------------------- | --------------------------------- | ------------- | ----------------------- |
| 1  | 16 avril     | 6 Heures de Silverstone           | Circuit de Silverstone            | Silverstone   | Angleterre, Royaume-Uni |
| 2  | 6 mai        | 6 Heures de Spa-Francorchamps     | Circuit de Spa-Francorchamps      | Francorchamps | Belgique                |
| 3  | 17 & 18 juin | 24 Heures du Mans                 | Circuit des 24 Heures             | Le Mans       | France                  |
| 4  | 16 juillet   | 6 Heures du Nürburgring           | Nürburgring                       | Nürburg       | Allemagne               |
| 5  | 3 septembre  | 6 Heures de Mexico                | Autódromo Hermanos Rodríguez      | Mexico        | Mexique                 |
| 6  | 16 septembre | 6 Heures du circuit des Amériques | Circuit des Amériques             | Austin        | Texas, États-Unis       |
| 7  | 15 octobre   | 6 Heures de Fuji                  | Fuji Speedway                     | Oyama         | Japon                   |
| 8  | 5 novembre   | 6 Heures de Shanghai              | Circuit international de Shanghai | Shanghai      | Chine                   |
| 9  | 18 novembre  | 6 Heures de Bahreïn               | Circuit international de Sakhir   | Sakhir        | Bahreïn                 |

## Engagés
| Légende                             | Légende                                        | Légende |
| ----------------------------------- | ---------------------------------------------- | --- |
| Inscription pour toute la saison    | Inscription additionnelle                      | Troisième voiture constructeur                                                                                 |
| Éligible pour tous les championnats | Éligible uniquement pour le championnat pilote | Éligible pour le championnat pilote Éligible pour le championnat constructeur uniquement aux 24 Heures du Mans |

 : Champion 2016
| 1         |  | Porsche LMP Team          | Porsche 919 Hybrid       | M | Neel Jani                     | André Lotterer        | Nick Tandy                         |
| 2         |  | Porsche LMP Team          | Porsche 919 Hybrid       | M | Timo Bernhard                 | Brendon Hartley       | Earl Bamber                        |
| 4         |  | ByKolles Racing           | Enso CLM P1/01-Nismo     | D | Oliver Webb                   | Dominik Kraihamer     | James Rossiter Marco Bonanomi      |
| 7         |  | Toyota Gazoo Racing       | Toyota TS050 Hybrid      | M | Mike Conway                   | Kamui Kobayashi       | José María López Stéphane Sarrazin |
| 8         |  | Toyota Gazoo Racing       | Toyota TS050 Hybrid      | M | Sébastien Buemi               | Anthony Davidson      | Kazuki Nakajima                    |
| 9         |  | Toyota Gazoo Racing       | Toyota TS050 Hybrid      | M | Yuji Kunimoto                 | Nicolas Lapierre      | Stéphane Sarrazin José María López |
| LMP2      |  |                           |                          |   |                               |                       |                                    |
| 13        |  | Vaillante Rebellion       | Oreca 07-Gibson          | D | Nelson Piquet Jr              | Mathias Beche         | David Heinemeier Hansson           |
| 22        |  | G-Drive Racing            | Oreca 07-Gibson          | D | Memo Rojas                    | José Gutiérrez        | Ryō Hirakawa                       |
| 24        |  | CEFC Manor TRS Racing     | Oreca 07-Gibson          | D | Tor Graves                    | Jonathan Hirschi      | Jean-Éric Vergne                   |
| 25        |  | CEFC Manor TRS Racing     | Oreca 07-Gibson          | D | Roberto González              | Simon Trummer         | Vitaly Petrov                      |
| 26        |  | G-Drive Racing            | Oreca 07-Gibson          | D | Roman Rusinov                 | Pierre Thiriet        | Alex Lynn                          |
| 28        |  | TDS Racing                | Oreca 07-Gibson          | D | François Perrodo              | Emmanuel Collard      | Matthieu Vaxiviere Ben Hanley      |
| 31        |  | Vaillante Rebellion       | Oreca 07-Gibson          | D | Nicolas Prost                 | Bruno Senna           | Julien Canal                       |
| 34        |  | Tockwith Motorsports      | Ligier JS P217-Gibson    | D | Nigel Moore                   | Phil Hanson           | Karun Chandhok                     |
| 35        |  | Signatech Alpine Matmut   | Alpine A470-Gibson       | D | Nelson Panciatici             | Pierre Ragues         | André Negrão                       |
| 36        |  | Signatech Alpine Matmut   | Alpine A470-Gibson       | D | Nicolas Lapierre Romain Dumas | Gustavo Menezes       | Matthew Rao                        |
| 37        |  | Jackie Chan DC Racing     | Oreca 07-Gibson          | D | Oliver Jarvis                 | Ho-Pin Tung           | Thomas Laurent                     |
| 38        |  | Jackie Chan DC Racing     | Oreca 07-Gibson          | D | Alex Brundle                  | David Cheng           | Tristan Gommendy                   |
| LMGTE Pro |  |                           |                          |   |                               |                       |                                    |
| 51        |  | AF Corse                  | Ferrari 488 GTE          | M | James Calado                  | Alessandro Pier Guidi | Michele Rugolo                     |
| 66        |  | Ford Chip Ganassi Team UK | Ford GT                  | M | Stefan Mücke                  | Olivier Pla           | Billy Johnson                      |
| 67        |  | Ford Chip Ganassi Team UK | Ford GT                  | M | Andy Priaulx                  | Harry Tincknell       | Pipo Derani                        |
| 71        |  | AF Corse                  | Ferrari 488 GTE          | M | Sam Bird                      | Davide Rigon          | Miguel Molina                      |
| 91        |  | Porsche GT Team           | Porsche 911 RSR          | M | Richard Lietz                 | Frédéric Makowiecki   | Patrick Pilet                      |
| 92        |  | Porsche GT Team           | Porsche 911 RSR          | M | Michael Christensen           | Kévin Estre           | Dirk Werner                        |
| 95        |  | Aston Martin Racing       | Aston Martin Vantage GTE | D | Nicki Thiim                   | Marco Sørensen        | Richie Stanaway                    |
| 97        |  | Aston Martin Racing       | Aston Martin Vantage GTE | D | Darren Turner                 | Jonathan Adam         | Daniel Serra                       |
| LMGTE Am  |  |                           |                          |   |                               |                       |                                    |
| 54        |  | Spirit of Race            | Ferrari 488 GTE          | M | Thomas Flohr                  | Francesco Castellacci | Miguel Molina Olivier Beretta      |
| 55        |  | Spirit of Race            | Ferrari 488 GTE          | M | Duncan Cameron                | Aaron Scott           | Marco Cioci                        |
| 60        |  | Clearwater Racing         | Ferrari 488 GTE          | M | Richard Wee                   | Hiroki Katoh          | Álvaro Parente                     |
| 61        |  | Clearwater Racing         | Ferrari 488 GTE          | M | Matthew Griffin               | Weng Sun Mok          | Keita Sawa                         |
| 77        |  | Dempsey-Proton Racing     | Porsche 911 RSR (2016)   | D | Christian Ried                | Marvin Dienst (de)    | Matteo Cairoli                     |
| 86        |  | Gulf Racing UK            | Porsche 911 RSR (2016)   | D | Michael Wainwright            | Ben Barker            | Nick Foster                        |
| 98        |  | Aston Martin Racing       | Aston Martin Vantage GTE | D | Paul Dalla Lana               | Pedro Lamy            | Mathias Lauda                      |

## Résumé

### 6 Heures de Silverstone
Parti depuis la pole position, Mike Conway laisse les commandes de la course à Sébastien Buemi mais un problème de barre anti-roulis sur la Toyota no 7 pilotée par Mike Conway a ensuite permis aux deux Porsche 919 Hybrid de le dépasser.
L’arrivée de la pluie par intermittence a ensuite perturbé la course, puis José María López est violemment sorti de piste.
Au fil des arrêts aux stands, les Porsche se retrouvèrent en tête de la course, mais Sébastien Buemi reprend la tête de la course dans les dernières minutes et la garde jusqu'à la ligne d'arrivée.

### 24 Heures du Mans
Le départ a lieu à 15 h. Il est annoncé la veille que le départ sera donné par Chase Carey, récent président du Formula One Group.
Lucas di Grassi, qui était engagé sur la Ferrari no 51 du AF Corse et qui a dû déclarer forfait à cause d'une blessure à la cheville, est remplacé par le pilote italien Michele Rugolo.
La course se déroule sous des conditions de fortes chaleurs ; la pluie est absente de cette édition.
L'épreuve voit durant la nuit l'abandon de deux des trois Toyota engagées, suivi dans la matinée de la Porsche meneuse, permettant à la LMP2 no 38 du Jackie Chan DC Racing de mener la course à la 21e heures de course. Peu avant la 23e heure de course, la Porsche no 2 reprend la tête de la course, et mène jusqu'à l'arrivée.

### Départ de Porsche
À la suite des 6 Heures du Nürburgring, Porsche annonce le 28 juillet 2017 quitter le championnat à la fin de la saison pour rejoindre la Formule E, laissant Toyota seul constructeur en prototype. L'une des conséquences de ce départ est de profonds changements en vue de la saison suivante. En effet, cette dernière se disputera dorénavant sur deux années civiles, avec une double participation aux 6 Heures de Spa et aux 24 Heures du Mans, et verra le retour des 12 Heures de Sebring au sein du championnat après cinq ans d'absence. Concernant la réglementation, le niveau de performance des prototypes non-hybrides sera uniformisé avec la règlementation des LMP1 hybride.

### 6 Heures de Fuji
La course est interrompue à plusieurs reprises à cause des conditions météorologiques.

### 6 Heures de Shanghai
Porsche est titré pour la troisième fois d'affilée, Ferrari remporte le championnat des constructeurs GT.

### 6 Heures de Bahreïn
Vaillante Rebellion remporte le titre en LMP2.

## Résultats

### Équipes et Pilotes
Les vainqueurs du classement général de chaque manche sont inscrits en caractères gras.
| N° | Course                                     | Circuit                           | Équipe victorieuse LMP1                          | Équipe victorieuse LMP2                       | Équipe victorieuse GTE Pro               | Équipe victorieuse GTE Am                        | Résultats |
| N° | Course                                     | Circuit                           | Pilotes victorieux LMP1                          | Pilotes victorieux LMP2                       | Pilotes victorieux GTE Pro               | Pilotes victorieux GTE Am                        | Résultats |
| -- | ------------------------------------------ | --------------------------------- | ------------------------------------------------ | --------------------------------------------- | ---------------------------------------- | ------------------------------------------------ | --------- |
| 1  | 6 Heures de Silverstone RAC Tourist Trophy | Circuit de Silverstone            | No. 8 Toyota Gazoo Racing                        | No. 38 Jackie Chan DC Racing                  | No. 67 Ford Chip Ganassi Team UK         | No. 61 Clearwater Racing                         | résultats |
| 1  | 6 Heures de Silverstone RAC Tourist Trophy | Circuit de Silverstone            | Sébastien Buemi Anthony Davidson Kazuki Nakajima | Ho-Pin Tung Thomas Laurent Oliver Jarvis      | Andy Priaulx Harry Tincknell Pipo Derani | Weng Sun Mok Keita Sawa Matt Griffin             | résultats |
| 2  | 6 Heures de Spa-Francorchamps              | Circuit de Spa-Francorchamps      | No. 8 Toyota Gazoo Racing                        | No. 26 G-Drive Racing                         | No. 71 AF Corse                          | No. 98 Aston Martin Racing                       | résultats |
| 2  | 6 Heures de Spa-Francorchamps              | Circuit de Spa-Francorchamps      | Sébastien Buemi Anthony Davidson Kazuki Nakajima | Roman Rusinov Pierre Thiriet Alex Lynn        | Sam Bird Davide Rigon                    | Paul Dalla Lana Pedro Lamy Mathias Lauda         | résultats |
| 3  | 24 Heures du Mans                          | Circuit des 24 Heures             | No. 2 Porsche Team                               | No. 38 Jackie Chan DC Racing                  | No. 97 Aston Martin Racing               | No. 55 Spirit of Race                            | résultats |
| 3  | 24 Heures du Mans                          | Circuit des 24 Heures             | Timo Bernhard Brendon Hartley Earl Bamber        | Ho-Pin Tung Thomas Laurent Oliver Jarvis      | Darren Turner Jonathan Adam Daniel Serra | Duncan Cameron Aaron Scott Marco Cioci           | résultats |
| 4  | 6 Heures du Nürburgring                    | Nürburgring                       | No. 2 Porsche Team                               | No. 38 Jackie Chan DC Racing                  | No. 51 AF Corse                          | No. 77 Dempsey-Proton Racing                     | résultats |
| 4  | 6 Heures du Nürburgring                    | Nürburgring                       | Timo Bernhard Brendon Hartley Earl Bamber        | Ho-Pin Tung Thomas Laurent Oliver Jarvis      | James Calado Alessandro Pier Guidi       | Christian Ried Marvin Dienst (de) Matteo Cairoli | résultats |
| 5  | 6 Heures de Mexico                         | Autódromo Hermanos Rodríguez      | No. 2 Porsche Team                               | No. 31 Vaillante Rebellion                    | No. 95 Aston Martin Racing               | No. 77 Dempsey-Proton Racing                     | résultats |
| 5  | 6 Heures de Mexico                         | Autódromo Hermanos Rodríguez      | Timo Bernhard Brendon Hartley Earl Bamber        | Julien Canal Nicolas Prost Bruno Senna        | Marco Sørensen Nicki Thiim               | Christian Ried Marvin Dienst (de) Matteo Cairoli | résultats |
| 6  | 6 Heures du circuit des Amériques          | Circuit des Amériques             | No. 2 Porsche Team                               | No. 36 Signatech Alpine Matmut                | No. 51 AF Corse                          | No. 98 Aston Martin Racing                       | résultats |
| 6  | 6 Heures du circuit des Amériques          | Circuit des Amériques             | Timo Bernhard Brendon Hartley Earl Bamber        | Nicolas Lapierre Gustavo Menezes André Negrão | James Calado Alessandro Pier Guidi       | Paul Dalla Lana Pedro Lamy Mathias Lauda         | résultats |
| 7  | 6 Heures de Fuji                           | Fuji Speedway                     | No. 8 Toyota Gazoo Racing                        | No. 31 Vaillante Rebellion                    | No. 51 AF Corse                          | No. 54 Spirit of Race                            | résultats |
| 7  | 6 Heures de Fuji                           | Fuji Speedway                     | Sébastien Buemi Anthony Davidson Kazuki Nakajima | Julien Canal Nicolas Prost Bruno Senna        | James Calado Alessandro Pier Guidi       | Thomas Flohr Francesco Castellacci Miguel Molina | résultats |
| 8  | 6 Heures de Shanghai                       | Circuit international de Shanghai | No. 8 Toyota Gazoo Racing                        | No. 31 Vaillante Rebellion                    | No. 67 Ford Chip Ganassi Team UK         | No. 98 Aston Martin Racing                       | résultats |
| 8  | 6 Heures de Shanghai                       | Circuit international de Shanghai | Sébastien Buemi Anthony Davidson Kazuki Nakajima | Julien Canal Nicolas Prost Bruno Senna        | Andy Priaulx Harry Tincknell             | Paul Dalla Lana Pedro Lamy Mathias Lauda         | résultats |
| 9  | 6 Heures de Bahreïn                        | Circuit international de Sakhir   | No. 8 Toyota Gazoo Racing                        | No. 31 Vaillante Rebellion                    | No. 71 AF Corse                          | No. 98 Aston Martin Racing                       | résultats |
| 9  | 6 Heures de Bahreïn                        | Circuit international de Sakhir   | Sébastien Buemi Anthony Davidson Kazuki Nakajima | Julien Canal Nicolas Prost Bruno Senna        | Sam Bird Davide Rigon                    | Paul Dalla Lana Pedro Lamy Mathias Lauda         | résultats |

### Constructeurs
| N° | Course                            | Constructeur victorieux LMP | Constructeur victorieux GT | Résultats |
| -- | --------------------------------- | --------------------------- | -------------------------- | --------- |
| 1  | 6 Heures de Silverstone           | Toyota                      | Ford                       | résultats |
| 2  | 6 Heures de Spa-Francorchamps     | Toyota                      | Ferrari                    | résultats |
| 3  | 24 Heures du Mans                 | Porsche                     | Aston Martin               | résultats |
| 4  | 6 Heures du Nürburgring           | Porsche                     | Ferrari                    | résultats |
| 5  | 6 Heures de Mexico                | Porsche                     | Aston Martin               | résultats |
| 6  | 6 Heures du circuit des Amériques | Porsche                     | Ferrari                    | résultats |
| 7  | 6 Heures de Fuji                  | Toyota                      | Ferrari                    | résultats |
| 8  | 6 Heures de Shanghai              | Toyota                      | Ford                       | résultats |
| 9  | 6 Heures de Bahreïn               | Toyota                      | Ferrari                    | résultats |

- : Champion 2016

## Classements

### Attribution des points
| Système des points | Système des points | Système des points | Système des points | Système des points | Système des points | Système des points | Système des points | Système des points | Système des points | Système des points | Système des points |
| Position           | 1er                | 2e                 | 3e                 | 4e                 | 5e                 | 6e                 | 7e                 | 8e                 | 9e                 | 10e                | Au-delà            |
| ------------------ | ------------------ | ------------------ | ------------------ | ------------------ | ------------------ | ------------------ | ------------------ | ------------------ | ------------------ | ------------------ | ------------------ |
| Points             | 25                 | 18                 | 15                 | 12                 | 10                 | 8                  | 6                  | 4                  | 2                  | 1                  | 0.5                |

Les points sont doublés lors des 24 Heures du Mans. 1 point est délivré aux pilotes et teams obtenant la pole position dans chaque catégorie. Pour marquer des points, il faut parcourir au minimum 3 tours sous drapeau vert et accomplir au moins 70 % de la distance parcourue par le vainqueur.

### Classement des pilotes
Cette saison, 4 titres sont délivrés aux pilotes :
- Le Championnat du monde est disputé uniquement par les pilotes LMP1 et LMP2.
- Nouveauté cette année, les pilotes appartenant aux catégories LMGTE Pro et LMGTE Am se disputent eux aussi un Championnat du monde, alors que seule une Coupe du monde leur était proposée auparavant.
- 2 Trophées Endurance FIA sont attribués aux pilotes appartenant aux catégories LMP2 et LMGTE Am.

#### Championnat du monde d'endurance FIA— Pilotes
| Pos. | Pilote                   | Equipe                  | SIL | SPA | LMS  | NÜR  | MEX | CDA | FUJ  | SHA | BHR | Points |
| ---- | ------------------------ | ----------------------- | --- | --- | ---- | ---- | --- | --- | ---- | --- | --- | ------ |
| 1    | Timo Bernhard            | Porsche LMP Team        | 2   | 3   | 1    | 1    | 1   | 1   | 4    | 2   | 2   | 208    |
| 1    | Earl Bamber              | Porsche LMP Team        | 2   | 3   | 1    | 1    | 1   | 1   | 4    | 2   | 2   | 208    |
| 1    | Brendon Hartley          | Porsche LMP Team        | 2   | 3   | 1    | 1    | 1   | 1   | 4    | 2   | 2   | 208    |
| 2    | Sébastien Buemi          | Toyota Gazoo Racing     | 1   | 1   | 6    | 4    | 3   | 3   | 1    | 1   | 1   | 183    |
| 2    | Kazuki Nakajima          | Toyota Gazoo Racing     | 1   | 1   | 6    | 4    | 3   | 3   | 1    | 1   | 1   | 183    |
| 3    | Anthony Davidson         | Toyota Gazoo Racing     | 1   | 1   | 6    | 4    | 3   |     | 1    | 1   | 1   | 168    |
| 4    | Neel Jani                | Porsche LMP Team        | 3   | 4   | Abd. | 2    | 2   | 2   | 3    | 3   | 3   | 113    |
| 4    | Nick Tandy               | Porsche LMP Team        | 3   | 4   | Abd. | 2    | 2   | 2   | 3    | 3   | 3   | 113    |
| 4    | André Lotterer           | Porsche LMP Team        | 3   | 4   | Abd. | 2    | 2   | 2   | 3    | 3   | 3   | 113    |
| 5    | Mike Conway              | Toyota Gazoo Racing     | 13  | 2   | Abd. | 3    | 4   | 4   | 2    | 4   | 4   | 91.5   |
| 5    | Kamui Kobayashi          | Toyota Gazoo Racing     | 13  | 2   | Abd. | 3    | 4   | 4   | 2    | 4   | 4   | 91.5   |
| 6    | José María López         | Toyota Gazoo Racing     | 13  |     | Abd. | 3    | 4   | 4   | 2    | 4   | 4   | 84,5   |
| 7    | Ho-Pin Tung              | Jackie Chan DC Racing   | 4   | 9   | 2    | 5    | 13  | 8   | 7    | 8   | 6   | 82,5   |
| 7    | Oliver Jarvis            | Jackie Chan DC Racing   | 4   | 9   | 2    | 5    | 13  | 8   | 7    | 8   | 6   | 82.5   |
| 7    | Thomas Laurent           | Jackie Chan DC Racing   | 4   | 9   | 2    | 5    | 13  | 8   | 7    | 8   | 6   | 82.5   |
| 8    | Bruno Senna              | Vaillante Rebellion     | 5   | 8   | 8    | 6    | 5   | 7   | 5    | 5   | 5   | 76     |
| 8    | Julien Canal             | Vaillante Rebellion     | 5   | 8   | 8    | 6    | 5   | 7   | 5    | 5   | 5   | 76     |
| 9    | Nicolas Prost            | Vaillante Rebellion     | 5   | 8   | 8    |      | 5   | 7   | 5    | 5   | 5   | 68     |
| 10   | André Negrão             | Signatech Alpine Matmut |     | 12  | 4    | Abd. | 6   | 5   | 6    | 6   | 8   | 62.5   |
| 11   | Gustavo Menezes          | Signatech Alpine Matmut | 7   | 11  | 7    | 7    | 6   | 5   | 6    | 6   | 8   | 62.5   |
| 12   | Nicolas Lapierre         | Signatech Alpine Matmut | 7   |     |      | 7    | 6   | 5   | 6    | 6   | 8   | 60     |
| 12   | Nicolas Lapierre         | Toyota Gazoo Racing     |     | 5   | Abd. |      |     |     |      |     |     | 60     |
| 13   | David Cheng              | Jackie Chan DC Racing   | 11  | 16  | 3    | 9    | 10  | 9   | Abd. | 12  | 12  | 37     |
| 13   | Alex Brundle             | Jackie Chan DC Racing   | 11  | 16  | 3    | 9    | 10  | 9   | Abd. | 12  | 12  | 37     |
| 13   | Tristan Gommendy         | Jackie Chan DC Racing   | 11  | 16  | 3    | 9    | 10  | 9   | Abd. | 12  | 12  | 37     |
| 14   | Matthew Rao              | Signatech Alpine Matmut | 7   | 11  | 7    | 7    |     |     |      |     |     | 35     |
| 14   | Matthew Rao              | CEFC Manor TRS Racing   |     |     |      |      | 7   | 10  | 9    | 13  | 10  | 35     |
| 15   | Jean-Éric Vergne         | CEFC Manor TRS Racing   | 9   | 13  | 5    |      | 7   | 10  | 9    | 13  | 10  | 31.5   |
| 16   | David Heinemeier Hansson | Vaillante Rebellion     | 13  | 10  | Dsq. | 8    | 9   | 6   | Dsq. | 7   | 7   | 27.5   |
| 16   | Mathias Beche            | Vaillante Rebellion     | 13  | 10  | Dsq. | 8    | 9   | 6   | Dsq. | 7   | 7   | 27.5   |
| 17   | Stéphane Sarrazin        | Toyota Gazoo Racing     |     | 5   | Abd. |      |     | 3   |      |     |     | 26     |
| 18   | Pierre Ragues            | Signatech Alpine Matmut |     | 12  | 4    | Abd. |     |     |      |     |     | 24.5   |
| 18   | Nelson Panciatici        | Signatech Alpine Matmut |     | 12  | 4    | Abd. |     |     |      |     |     | 24.5   |
| 19   | Nelson Piquet Jr.        | Vaillante Rebellion     | 13  | 10  | Dsq. |      | 9   | 6   | Dsq. | 7   | 7   | 23.5   |
| 20   | Jonathan Hirschi         | CEFC Manor TRS Racing   | 9   | 13  | 5    | 13   |     |     |      |     |     | 23     |
| 20   | Tor Graves               | CEFC Manor TRS Racing   | 9   | 13  | 5    | 13   |     |     |      |     |     | 23     |
| Pos. | Pilote                   | Equipe                  | SIL | SPA | LMS  | NÜR  | MEX | CDA | FUJ  | SHA | BHR | Points |

| Couleur | Résultat                     |
| ------- | ---------------------------- |
| Or      | Vainqueur                    |
| Argent  | 2e place                     |
| Bronze  | 3e place                     |
| Vert    | Terminé, dans les points     |
| Bleu    | Terminé, pas dans les points |
| Violet  | Abandon (Ab.) ou (Ret)       |
| Violet  | Non classé (NC)              |
| Rouge   | Pas qualifié (DNQ)           |
| Noir    | Disqualifié (DSQ)            |
| Blanc   | Pas au départ (DNS)          |
| Blanc   | Forfait (WD)                 |
| Blanc   | N'a pas participé (DNP)      |
| Blanc   | Blessé (INJ)                 |
| Blanc   | Exclu (EX)                   |
| Blanc   | Course annulée (C)           |

#### Championnat du monde d'endurance FIA— Pilotes GT
| Pos. | Pilote                | Équipe                    | SIL  | SPA | LMS  | NÜR | MEX  | CDA | FUJ | SHA  | BHR  | Total points |
| ---- | --------------------- | ------------------------- | ---- | --- | ---- | --- | ---- | --- | --- | ---- | ---- | ------------ |
| 1    | James Calado          | AF Corse                  | 2    | 2   | 14   | 1   | 6    | 1   | 1   | 3    | 2    | 153          |
| 1    | Alessandro Pier Guidi | AF Corse                  | 2    | 2   | 14   | 1   | 6    | 1   | 1   | 3    | 2    | 153          |
| 2    | Richard Lietz         | Porsche GT Team           | 3    | 5   | 3    | 2   | 3    | 6   | 2   | 2    | 4    | 145          |
| 2    | Frédéric Makowiecki   | Porsche GT Team           | 3    | 5   | 3    | 2   | 3    | 6   | 2   | 2    | 4    | 145          |
| 3    | Andy Priaulx          | Ford Chip Ganassi Team UK | 1    | 4   | 2    | 5   | 4    | 7   | 13  | 1    | 3    | 142.5        |
| 3    | Harry Tincknell       | Ford Chip Ganassi Team UK | 1    | 4   | 2    | 5   | 4    | 7   | 13  | 1    | 3    | 142.5        |
| 4    | Davide Rigon          | AF Corse                  | 5    | 1   | 4    | 11  | 2    | 3   | 5   | 6    | 1    | 139.5        |
| 5    | Sam Bird              | AF Corse                  | 5    | 1   | 4    |     | 2    | 3   | 5   | 6    | 1    | 139          |
| 6    | Nicki Thiim           | Aston Martin Racing       | 6    | 8   | 5    | 4   | 1    | 4   | 7   | 5    | 7    | 104          |
| 6    | Marco Sørensen        | Aston Martin Racing       | 6    | 8   | 5    | 4   | 1    | 4   | 7   | 5    | 7    | 104          |
| 7    | Darren Turner         | Aston Martin Racing       | 7    | 7   | 1    | 7   | Abd. | 5   | 6   | 8    | 6    | 101          |
| 7    | Jonathan Adam         | Aston Martin Racing       | 7    | 7   | 1    | 7   | Abd. | 5   | 6   | 8    | 6    | 101          |
| 8    | Stefan Mücke          | Ford Chip Ganassi Team UK | 4    | 3   | 6    | 6   | 7    | 8   | 4   | 4    | 5    | 95           |
| 8    | Olivier Pla           | Ford Chip Ganassi Team UK | 4    | 3   | 6    | 6   | 7    | 8   | 4   | 4    | 5    | 95           |
| 9    | Daniel Serra          | Aston Martin Racing       | 7    | 7   | 1    | 7   | Abd. | 5   |     |      |      | 79           |
| 10   | Pipo Derani           | Ford Chip Ganassi Team UK | 1    | 4   | 2    |     |      |     |     |      |      | 74           |
| 11   | Michael Christensen   | Porsche GT Team           | Abd. | 6   | Abd. | 3   | 5    | 2   | 3   | Abd. | Abd. | 67           |
| 11   | Kévin Estre           | Porsche GT Team           | Abd. | 6   | Abd. | 3   | 5    | 2   | 3   | Abd. | Abd. | 67           |
| 12   | Billy Johnson         | Ford Chip Ganassi Team UK | 4    | 3   | 6    |     |      |     |     |      |      | 43           |
| 13   | Miguel Molina         | Spirit of Race            | Abd. | 12  |      | 9   | 11   | 11  | 8   | Abd. | 10   | 32.5         |
| 13   | Miguel Molina         | AF Corse                  |      |     | 4    |     |      |     |     |      |      | 32.5         |
| 14   | Richie Stanaway       | Aston Martin Racing       | 6    | 8   | 5    |     |      |     |     |      |      | 32           |
| 15   | Patrick Pilet         | Porsche GT Team           |      |     | 3    |     |      |     |     |      |      | 30           |
| 16   | Paul Dalla Lana       | Aston Martin Racing       | 9    | 9   | 10   | 10  | 9    | 9   | 12  | 8    | 9    | 19.5         |
| 16   | Pedro Lamy            | Aston Martin Racing       | 9    | 9   | 10   | 10  | 9    | 9   | 12  | 8    | 9    | 19.5         |
| 16   | Mathias Lauda         | Aston Martin Racing       | 9    | 9   | 10   | 10  | 9    | 9   | 12  | 8    | 9    | 19.5         |
| 17   | Weng Sun Mok          | Clearwater Racing         | 8    | 11  | 8    | 12  | 12   | 10  | 9   | 11   | 9    | 19           |
| 17   | Keita Sawa            | Clearwater Racing         | 8    | 11  | 8    | 12  | 12   | 10  | 9   | 11   | 9    | 19           |
| 17   | Matt Griffin          | Clearwater Racing         | 8    | 11  | 8    | 12  | 12   | 10  | 9   | 11   | 9    | 19           |
| 18   | Christian Ried        | Dempsey-Proton Racing     | 10   | 10  | 9    | 8   | 8    | 12  | 10  | 10   | 11   | 17           |
| 18   | Marvin Dienst         | Dempsey-Proton Racing     | 10   | 10  | 9    | 8   | 8    | 12  | 10  | 10   | 11   | 17           |
| 18   | Matteo Cairoli        | Dempsey-Proton Racing     | 10   | 10  | 9    | 8   | 8    | 12  | 10  | 10   | 11   | 17           |
| Pos. | Pilote                | Équipe                    | SIL  | SPA | LMS  | NÜR | MEX  | CDA | FUJ | SHA  | BHR  | Total points |

#### Trophée Endurance FIA pour les pilotes LMP2
| Pos. | Pilote                   | Équipe                  | SIL | SPA | LMS  | NÜR  | MEX | CDA  | FUJ  | SHA | BHR | Total points |
| ---- | ------------------------ | ----------------------- | --- | --- | ---- | ---- | --- | ---- | ---- | --- | --- | ------------ |
| 1    | Julien Canal             | Vaillante Rebellion     | 2   | 2   | 6    | 2    | 1   | 3    | 1    | 1   | 1   | 186          |
| 1    | Bruno Senna              | Vaillante Rebellion     | 2   | 2   | 6    | 2    | 1   | 3    | 1    | 1   | 1   | 186          |
| 2    | Ho-Pin Tung              | Jackie Chan DC Racing   | 1   | 3   | 1    | 1    | 9   | 4    | 3    | 4   | 2   | 175          |
| 2    | Oliver Jarvis            | Jackie Chan DC Racing   | 1   | 3   | 1    | 1    | 9   | 4    | 3    | 4   | 2   | 175          |
| 2    | Thomas Laurent           | Jackie Chan DC Racing   | 1   | 3   | 1    | 1    | 9   | 4    | 3    | 4   | 2   | 175          |
| 3    | Nicolas Prost            | Vaillante Rebellion     | 2   | 2   | 6    |      | 1   | 3    | 1    | 1   | 1   | 168          |
| 4    | Gustavo Menezes          | Signatech Alpine Matmut | 4   | 5   | 5    | 3    | 2   | 1    | 2    | 2   | 4   | 151          |
| 5    | André Negrão             | Signatech Alpine Matmut |     | 6   | 3    | Abd. | 2   | 1    | 2    | 2   | 4   | 132          |
| 6    | Nicolas Lapierre         | Signatech Alpine Matmut | 4   |     |      | 3    | 2   | 1    | 2    | 2   | 4   | 121          |
| 7    | Matthew Rao              | Signatech Alpine Matmut | 4   | 5   | 5    | 3    |     |      |      |     |     | 100          |
| 7    | Matthew Rao              | CEFC Manor TRS Racing   |     |     |      |      | 3   | 6    | 5    | 9   | 6   | 100          |
| 8    | Mathias Beche            | Vaillante Rebellion     | 9   | 4   | Dsq. | 4    | 5   | 2    | Dsq. | 3   | 3   | 85           |
| 8    | David Heinemeier Hansson | Vaillante Rebellion     | 9   | 4   | Dsq. | 4    | 5   | 2    | Dsq. | 3   | 3   | 85           |
| 9    | Roman Rusinov            | G-Drive Racing          | 5   | 1   | Abd. | 6    | 4   | 8    | 6    | 7   | 7   | 82           |
| 10   | Jean-Éric Vergne         | CEFC Manor TRS Racing   | 6   | 7   | 4    |      | 3   | 6    | 5    | 9   | 6   | 81           |
| 11   | David Cheng              | Jackie Chan DC Racing   | 8   | 10  | 2    | 5    | 6   | 5    | Abd. | 8   | 8   | 77           |
| 11   | Alex Brundle             | Jackie Chan DC Racing   | 8   | 10  | 2    | 5    | 6   | 5    | Abd. | 8   | 8   | 77           |
| 11   | Tristan Gommendy         | Jackie Chan DC Racing   | 8   | 10  | 2    | 5    | 6   | 5    | Abd. | 8   | 8   | 77           |
| 12   | Nelson Piquet Jr.        | Vaillante Rebellion     | 9   | 4   | Dsq. |      | 5   | 2    | Dsq. | 3   | 3   | 73           |
| 13   | Pierre Thiriet           | G-Drive Racing          | 5   | 1   | Abd. | 6    | 4   | 8    | 6    |     |     | 70           |
| 14   | François Perrodo         | TDS Racing              | 3   | 9   | Abd. | 8    | 7   | 7    | 4    | 6   | 9   | 55           |
| 14   | Emmanuel Collard         | TDS Racing              | 3   | 9   | Abd. | 8    | 7   | 7    | 4    | 6   | 9   | 55           |
| 15   | Alex Lynn                | G-Drive Racing          | 5   | 1   | Abd. |      | 4   | 8    |      |     |     | 54           |
| 16   | Matthieu Vaxiviere       | TDS Racing              | 3   |     | Abd. | 8    | 7   | 7    | 4    | 6   | 9   | 53           |
| 17   | Ben Hanley               | TDS Racing              |     | 9   |      |      |     |      |      |     |     | 53           |
| 17   | Ben Hanley               | G-Drive Racing          |     |     |      | 6    |     |      |      |     |     | 53           |
| 17   | Ben Hanley               | CEFC Manor TRS Racing   |     |     |      |      | 3   | 6    | 5    | 9   | 6   | 53           |
| 18   | Roberto González         | CEFC Manor TRS Racing   | 7   | 8   | Abd. | 7    | 8   | Abd. | 7    | 5   | 5   | 46           |
| 18   | Simon Trummer            | CEFC Manor TRS Racing   | 7   | 8   | Abd. | 7    | 8   | Abd. | 7    | 5   | 5   | 46           |
| 18   | Vitaly Petrov            | CEFC Manor TRS Racing   | 7   | 8   | Abd. | 7    | 8   | Abd. | 7    | 5   | 5   | 46           |
| 19   | Tor Graves               | CEFC Manor TRS Racing   | 6   | 7   | 4    | 9    |     |      |      |     |     | 40           |
| 19   | Jonathan Hirschi         | CEFC Manor TRS Racing   | 6   | 7   | 4    | 9    |     |      |      |     |     | 40           |
| 20   | Nelson Panciatici        | Signatech Alpine Matmut |     | 6   | 3    | Abd. |     |      |      |     |     | 38           |
| 20   | Pierre Ragues            | Signatech Alpine Matmut |     | 6   | 3    | Abd. |     |      |      |     |     | 38           |

#### Trophée Endurance FIA pour les pilotes GT Am
| Pos. | Pilote                | Équipe                | SIL  | SPA  | LMS | NÜR | MEX | CDA  | FUJ | SHA  | BHR | Total points |
| ---- | --------------------- | --------------------- | ---- | ---- | --- | --- | --- | ---- | --- | ---- | --- | ------------ |
| 1    | Paul Dalla Lana       | Aston Martin Racing   | 2    | 1    | 4   | 3   | 2   | 1    | 5   | 1    | 1   | 192          |
| 1    | Pedro Lamy            | Aston Martin Racing   | 2    | 1    | 4   | 3   | 2   | 1    | 5   | 1    | 1   | 192          |
| 1    | Mathias Lauda         | Aston Martin Racing   | 2    | 1    | 4   | 3   | 2   | 1    | 5   | 1    | 1   | 192          |
| 2    | Christian Ried        | Dempsey-Proton Racing | 3    | 2    | 3   | 1   | 1   | 4    | 3   | 3    | 4   | 168          |
| 2    | Marvin Dienst         | Dempsey-Proton Racing | 3    | 2    | 3   | 1   | 1   | 4    | 3   | 3    | 4   | 168          |
| 2    | Matteo Cairoli        | Dempsey-Proton Racing | 3    | 2    | 3   | 1   | 1   | 4    | 3   | 3    | 4   | 168          |
| 3    | Weng Sun Mok          | Clearwater Racing     | 1    | 3    | 2   | 4   | 5   | 2    | 2   | 4    | 2   | 165          |
| 3    | Keita Sawa            | Clearwater Racing     | 1    | 3    | 2   | 4   | 5   | 2    | 2   | 4    | 2   | 165          |
| 3    | Matt Griffin          | Clearwater Racing     | 1    | 3    | 2   | 4   | 5   | 2    | 2   | 4    | 2   | 165          |
| 4    | Thomas Flohr          | Spirit of Race        | Abd. | 4    | 7   | 2   | 4   | 3    | 1   | Abd. | 3   | 109          |
| 4    | Francesco Castellacci | Spirit of Race        | Abd. | 4    | 7   | 2   | 4   | 3    | 1   | Abd. | 3   | 109          |
| 5    | Miguel Molina         | Spirit of Race        | Abd. | 4    |     | 2   | 4   | 3    | 1   | Abd. | 3   | 97           |
| 6    | Ben Barker            | Gulf Racing           | 4    | Abd. | 5   | 5   | 3   | Abd. | 4   | 2    | 5   | 97           |
| 6    | Nick Foster           | Gulf Racing           | 4    | Abd. | 5   | 5   | 3   | Abd. | 4   | 2    | 5   | 97           |
| 7    | Michael Wainwright    | Gulf Racing           | 4    | Abd. | 5   | 5   | 3   | Abd. |     |      | 5   | 67           |
| 8    | Duncan Cameron        | Spirit of Race        |      |      | 1   |     |     |      |     |      |     | 50           |
| 8    | Aaron Scott           | Spirit of Race        |      |      | 1   |     |     |      |     |      |     | 50           |
| 8    | Marco Cioci           | Spirit of Race        |      |      | 1   |     |     |      |     |      |     | 50           |
| 9    | Khaled Al Qubaisi     | Gulf Racing           |      |      |     |     |     |      |     | 2    |     | 18           |
| 10   | Richard Wee           | Clearwater Racing     |      |      | 6   |     |     |      |     |      |     | 16           |
| 10   | Hiroki Katoh          | Clearwater Racing     |      |      | 6   |     |     |      |     |      |     | 16           |
| 10   | Álvaro Parente        | Clearwater Racing     |      |      | 6   |     |     |      |     |      |     | 16           |
| 11   | Mike Hedlund          | Gulf Racing           |      |      |     |     |     |      | 4   |      |     | 12           |
| 12   | Olivier Beretta       | Spirit of Race        |      |      | 7   |     |     |      |     |      |     | 12           |

### Championnat des Constructeurs
2 championnats constructeurs distincts sont présents dans ce championnat. L'un est destiné aux Sport-prototypes alors que l'autre est réservé aux voitures Grand tourisme.
Le Championnat du Monde des Constructeurs est destiné uniquement aux constructeurs engagés en LMP1, et les points proviennent seulement du meilleur score enregistré par le constructeur lors de chaque manche. Concernant l'attribution des points, chaque constructeur cumule les points obtenus par ses 2 meilleures voitures et cela lors de chaque manche, sauf pour les 24 Heures du Mans où 3 voitures peuvent inscrire des points.

#### Championnat du monde d'endurance FIA— Constructeurs
| Pos. | Constructeur | SIL | SPA | LMS  | NÜR | MEX | CDA | FUJ | SHA | BHR | Total points |
| ---- | ------------ | --- | --- | ---- | --- | --- | --- | --- | --- | --- | ------------ |
| 1    | Porsche      | 2   | 3   | 1    | 1   | 1   | 1   | 3   | 2   | 2   | 337          |
| 1    | Porsche      | 3   | 4   | Abd. | 2   | 2   | 2   | 4   | 3   | 3   | 337          |
| 2    | Toyota       | 1   | 1   | 6    | 4   | 3   | 3   | 1   | 1   | 1   | 286.5        |
| 2    | Toyota       | 23  | 2   | Abd. | 3   | 4   | 4   | 2   | 4   | 4   | 286.5        |

#### Championnat du monde d'endurance FIA— Constructeurs GT
| Pos. | Constructeur | SIL  | SPA | LMS  | NÜR | MEX  | CDA | FUJ | SHA  | BHR  | Total points |
| ---- | ------------ | ---- | --- | ---- | --- | ---- | --- | --- | ---- | ---- | ------------ |
| 1    | Ferrari      | 2    | 2   | 7    | 1   | 6    | 1   | 1   | 3    | 2    | 305          |
| 1    | Ferrari      | 5    | 1   | 4    | 8   | 2    | 3   | 5   | 6    | 1    | 305          |
| 2    | Ford         | 1    | 4   | 2    | 5   | 4    | 7   | 8   | 1    | 3    | 237.5        |
| 2    | Ford         | 4    | 3   | 6    | 6   | 7    | 8   | 4   | 4    | 5    | 237.5        |
| 3    | Porsche      | 3    | 5   | 3    | 2   | 3    | 6   | 2   | 2    | 4    | 223,5        |
| 3    | Porsche      | Abd. | 6   | Abd. | 3   | 5    | 2   | 3   | Abd. | Abd. | 223,5        |
| 4    | Aston Martin | 6    | 8   | 5    | 4   | 1    | 4   | 7   | 5    | 7    | 207          |
| 4    | Aston Martin | 7    | 7   | 1    | 7   | Abd. | 5   | 6   | 7    | 6    | 207          |

### Championnat des Équipes
Toutes les équipes des 4 catégories de ce championnat sont représentées pour le Trophée Endurance FIA, sachant que chaque voiture marque ses propres points.

#### Trophée Endurance FIA pour les Équipes LMP2
| Pos. | Voiture | Équipe                  | SIL | SPA | LMS  | NÜR  | MEX | CDA  | FUJ  | SHA | BHR | Total points |
| ---- | ------- | ----------------------- | --- | --- | ---- | ---- | --- | ---- | ---- | --- | --- | ------------ |
| 1    | 31      | Vaillante Rebellion     | 2   | 2   | 6    | 2    | 1   | 3    | 1    | 1   | 1   | 186          |
| 2    | 38      | Jackie Chan DC Racing   | 1   | 3   | 1    | 1    | 9   | 4    | 3    | 4   | 2   | 175          |
| 3    | 36      | Signatech Alpine Matmut | 4   | 5   | 5    | 3    | 2   | 1    | 2    | 2   | 4   | 151          |
| 4    | 13      | Vaillante Rebellion     | 9   | 4   | Dsq. | 4    | 5   | 2    | Dsq. | 3   | 3   | 85           |
| 5    | 24      | CEFC Manor TRS Racing   | 6   | 7   | 4    | 9    | 3   | 6    | 5    | 9   | 6   | 83           |
| 6    | 26      | G-Drive Racing          | 5   | 1   | Abd. | 6    | 4   | 8    | 6    | 7   | 7   | 82           |
| 7    | 37      | Jackie Chan DC Racing   | 8   | 10  | 2    | 5    | 6   | 5    | Abd. | 8   | 8   | 77           |
| 8    | 28      | TDS Racing              | 3   | 9   | Abd. | 8    | 7   | 7    | 4    | 6   | 9   | 55           |
| 9    | 25      | CEFC Manor TRS Racing   | 7   | 8   | Abd. | 7    | 8   | Abd. | 7    | 5   | 5   | 46           |
| 10   | 35      | Signatech Alpine Matmut |     | 6   | 3    | Abd. |     |      |      |     |     | 38           |

#### Trophée Endurance FIA pour les Équipes LMGTE Pro
| Pos. | Voiture | Équipe                    | SIL  | SPA | LMS  | NÜR | MEX  | CDA | FUJ | SHA  | BHR  | Total points |
| ---- | ------- | ------------------------- | ---- | --- | ---- | --- | ---- | --- | --- | ---- | ---- | ------------ |
| 1    | 51      | AF Corse                  | 2    | 2   | 7    | 1   | 6    | 1   | 1   | 3    | 2    | 164          |
| 2    | 67      | Ford Chip Ganassi Team UK | 1    | 4   | 2    | 5   | 4    | 7   | 8   | 1    | 3    | 146          |
| 3    | 91      | Porsche GT Team           | 3    | 5   | 3    | 2   | 3    | 6   | 2   | 2    | 4    | 145          |
| 4    | 71      | AF Corse                  | 5    | 1   | 4    | 8   | 2    | 3   | 5   | 6    | 1    | 143          |
| 5    | 95      | Aston Martin Racing       | 6    | 8   | 5    | 4   | 1    | 4   | 7   | 5    | 7    | 104          |
| 6    | 97      | Aston Martin Racing       | 7    | 7   | 1    | 7   | Abd. | 5   | 6   | 7    | 6    | 101          |
| 7    | 66      | Ford Chip Ganassi Team UK | 4    | 3   | 6    | 6   | 7    | 8   | 4   | 4    | 5    | 95           |
| 8    | 92      | Porsche GT Team           | Abd. | 6   | Abd. | 3   | 5    | 2   | 3   | Abd. | Abd. | 67           |

#### Trophée Endurance FIA pour les Équipes LMGTE Am
| Pos. | Voiture | Équipe                | SIL  | SPA  | LMS | NÜR | MEX | CDA  | FUJ | SHA  | BHR | Total points |
| ---- | ------- | --------------------- | ---- | ---- | --- | --- | --- | ---- | --- | ---- | --- | ------------ |
| 1    | 98      | Aston Martin Racing   | 2    | 1    | 3   | 3   | 2   | 1    | 5   | 1    | 1   | 198          |
| 2    | 61      | Clearwater Racing     | 1    | 3    | 1   | 4   | 5   | 2    | 2   | 4    | 2   | 179          |
| 3    | 77      | Dempsey-Proton Racing | 3    | 2    | 2   | 1   | 1   | 4    | 3   | 3    | 4   | 174          |
| 4    | 54      | Spirit of Race        | Abd. | 4    | 5   | 2   | 4   | 3    | 1   | Abd. | 3   | 117          |
| 5    | 86      | Gulf Racing           | 4    | Abd. | 4   | 5   | 3   | Abd. | 4   | 2    | 5   | 101          |